# AI에 의한 탈취
AI에 의한 탈취 또는 AI 테이크오버(AI takeover)는 컴퓨터 프로그램이나 로봇이 인간 종으로부터 지구를 효과적으로 통제함으로써 인공지능(AI)이 지구 지능의 지배적인 형태가 되는 가상의 시나리오이다. 이 잠재적 시나리오에는 전체 인력 교체, 초지능 AI의 인수, 로봇 반란이라는 대중적인 개념이 포함된다. AI 탈취 이야기는 SF 전반에 걸쳐 매우 인기가 높다. 스티븐 호킹이나 일론 머스크와 같은 일부 공인들은 미래의 초지능 기계가 인간의 통제하에 있도록 보장하기 위한 예방 조치에 대한 연구를 옹호해 왔다.

## 경고
물리학자 스티븐 호킹, 마이크로소프트 창업자 빌 게이츠, 스페이스X 창업자 일론 머스크는 AI가 인간이 통제할 수 없을 정도로 발전할 가능성에 대해 우려를 표명했으며, 호킹은 이것이 "인류의 종말을 불러일으킬 수 있다"고 이론화했다. 스티븐 호킹은 2014년 “AI 창조의 성공은 인류 역사상 가장 큰 사건이 될 것”이라며 “안타깝게도 위험을 피하는 방법을 배우지 않으면 마지막 사건이 될 수도 있다”고 말했다. 호킹은 앞으로 수십 년 안에 AI가 "금융 시장을 능가하는 기술, 인간 연구자보다 뛰어난 발명, 인간 지도자를 능가하는 기술, 우리가 이해조차 할 수 없는 무기 개발"과 같은 "계산할 수 없는 이점과 위험"을 제공할 수 있다고 믿었다. 2015년 1월 닉 보스트롬(Nick Bostrom)은 스티븐 호킹, 맥스 테그마크(Max Tegmark), 일론 머스크, 마틴 리스 경(Lord Martin Rees), 잔 탈린(Jaan Tallinn) 및 수많은 AI 연구자와 함께 인공 지능과 관련된 잠재적인 위험과 이점에 대해 이야기하는 미래생명연구소(Future of Life Institute)의 공개 서한에 서명했다. 서명자들은 AI 시스템을 강력하고 유익하게 만드는 방법에 대한 연구가 중요하고 시의적절하며 오늘날 추구할 수 있는 구체적인 연구 방향이 있다고 믿는다.

## AI 정렬을 통한 예방
인공지능 분야에서 AI 정렬 연구는 AI 시스템을 인간이 의도한 목표, 선호도 또는 윤리적 원칙에 맞게 조정하는 것을 목표로 한다. AI 시스템은 의도한 목표를 달성하면 정렬된 것으로 간주된다. 잘못 정렬된 AI 시스템은 일부 목표를 추구하지만 의도한 목표는 추구하지 않는다.

## 같이 보기
- 산업용 로봇
- 이동 로봇
- 효율적 이타주의
- 세계재앙위험
- 인간 절멸
- 기계 학습/딥 러닝
- 트랜스휴머니즘
- 자기 복제
- 테크노포비아
- 기술적 특이점